# 1851 Лакрут
1851 Лакрут (1851 Lacroute) — астероїд головного поясу, відкритий 9 листопада 1950 року.
Тіссеранів параметр щодо Юпітера — 3,192.